# Daulia afralis
Daulia afralis är en fjärilsart som beskrevs av Walker 1859. Daulia afralis ingår i släktet Daulia och familjen Crambidae. Inga underarter finns listade i Catalogue of Life.